# Volitve poslancev iz Slovenije v Evropski parlament 2014
Volitve poslancev iz Slovenije v Evropski parlament 2014 so potekale 25. maja 2014. Volivci so lahko izbirali med 118 kandidati s 16 list. Mandate so prejele naslednje liste: SDS tri, skupna lista NSi in SLS dva, SD, Desus in Lista Verjamem po en mandat.

## Zgodovina
12. februarja 2014 je predsednik Slovenije, Borut Pahor, razpisal volitve za Evropski parlament. Zbiranje kandidatur se je končalo 25. aprila.

## Zakonodaja
Volitve potekajo po proporcionalnem sistemu , pri čemer volivec glasuje za listo kandidatov, hkrati pa lahko odda tudi preferenčni glas za posameznega kandidata. Za porazdelitev sedežev pa se uporabi d'Hondtov sistem. Slovenija ima v skladu s lizbonsko pogodbo in odločitvijo Evropskega sveta v Evropskem parlamentu osem poslanskih sedežev.
Do roka je kandidature vložilo 17 list. Državna volilna komisija je potrdila 16 kandidatnih list, ki so bile vložene v skladu z zakonom. DVK je kandidaturo stranke Naprej Slovenija (NPS) zavrnila, saj so njeni predstavniki namesto zahtevanih 1000 priložili le štiri podpise volivcev.

## Volilna udeležba
Iz tabele je razvidno, koliko ljudi je oddalo glas do določene ure. Na volitvah je imelo pravico glasovati skupaj 1.709.942 volivcev, od tega se je volitev udeležila manj kot četrtina, kar je najnižji delež volilnih upravičencev v zgodovini volitev v samostojni Sloveniji in eden najnižjih med državami članicami Evropske unije na teh volitvah.
| Ura                            | Št. volivcev | %       |
| ------------------------------ | ------------ | ------- |
| 11.00 (neuradno)               | 141.751      | 8,29%   |
| 16.00 (neuradno)               | 275.992      | 16,03%  |
| 19.00 (neuradno)               | 316.269      | 18,50%  |
| Končna uradna volilna udeležba | 417.695      | 24,43 % |

Od vseh glasovnic je bilo veljavnih 400.133, neveljavnih pa 17.562 glasovnic.

### Volilna udeležba po okrajih[5]
| Volilna enota      | Št. volilnih upravičencev | Udeležba | Odstotek udeležbe |
| ------------------ | ------------------------- | -------- | ----------------- |
| Kranj              | 209.568                   | 50.966   | 26,23 %           |
| Postojna           | 211.032                   | 52.520   | 24,89 %           |
| Ljubljana-Center   | 215.381                   | 63.872   | 29,66 %           |
| Ljubljana-Bežigrad | 223.882                   | 60.237   | 26,91 %           |
| Celje              | 215.820                   | 48.253   | 22,36 %           |
| Novo mesto         | 205.178                   | 48.112   | 23,45 %           |
| Maribor            | 214.251                   | 44.981   | 20,99 %           |
| Ptuj               | 214.878                   | 44.047   | 20,50 %           |

## Kandidati
| Lista         | 1.                | 2.             | 3.                | 4.                     | 5.              | 6.                  | 7.              | 8.              | 9.                         | 10.                     | 11.               | 12.                  | 13.                    | 14.                    | 15.                  | 16.                   |
| Lista         | Kacin             | DL             | ZL                | SNS                    | Verjamem        | NSi+SLS             | SD              | SDS             | SN                         | Pirati                  | Solidarnost       | Zeleni               | DeSUS                  | SS                     | PS                   | Zares                 |
| ------------- | ----------------- | -------------- | ----------------- | ---------------------- | --------------- | ------------------- | --------------- | --------------- | -------------------------- | ----------------------- | ----------------- | -------------------- | ---------------------- | ---------------------- | -------------------- | --------------------- |
| Nosilec liste | Jelko Kacin       | Senko Pličanič | Violeta Tomić     | Zmago Jelinčič         | Igor Šoltes     | Lojze Peterle       | Igor Lukšič     | Milan Zver      | Bogomil Knavs              | Rolando B. Vaz Ferreira | Dušan Keber       | Vlado Čuš            | Ivo Vajgl              | Uroš Uršič             | Jože Mencinger       | Darja Radić           |
| 2. kandidat   | Polona Sagadin    | Polonca Komar  | Dušan Plut        | Sergej Čas             | Katarina Košak  | Aleš Hojs           | Tanja Fajon     | Romana Tomc     | Janica Millonig            | /                       | Marjutka Hafner   | Barbara Cenič Kranjc | Marija Pukl            | David Breskvar         | Melita Župevc        | Andrej Rus            |
| 3. kandidat   | Dorijan Maršič    | Marko Pavlišič | Luka Mesec        | Helena Rupar           | Boštjan Horvat  | Monika Kirbiš Rojs  | Mojca Kleva     | Patricija Šulin | Dušan Egidij Kubot Totislo | /                       | Damjan Mandelc    | Martin Gorjanc       | Izidor Salobir         | Barbara Ložar          | Valerija Medic       | Ivana Gornik          |
| 4. kandidat   | Faila Pašić Bišić | Vesna Alaber   | Jasminka Dedić    | Alenka Jelenovič       | Mojca Blas      | Neža Pavlič         | Anton Bebler    | Anže Logar      | Ivica Kranjc               | /                       | Nataša Osolnik    | Nives Grlj           | Ingeborg Ivanek        | Boštjan Novak          | Jarko Čehovin        | Vito Rožej            |
| 5. kandidat   | Andrej Lavtar     | Milan Dubravac | Janez Požar       | Jos Zalokar            | Iztok Prislan   | Vida Čadonič Špelič | Marina Vovk     | Damijan Terpin  | Miha Majc                  | /                       | Tjaša Učakar      | Marko Mitja Feguš    | Bojan Bratina          | Ksenija Krenjak Kramar | Mirjam Bon Klanjšček | Simona Potočnik       |
| 6. kandidat   | Tatjana Greif     | Emina Hadžić   | Lara Jankovič     | Katarina Langus Šeligo | Monja Režonja   | Jakob Presečnik     | Matevž Frangež  | Carmen Merčnik  | Simona Drev                | /                       | Jože Pirjevec     | Tamara Galun         | Jana Jenko             | Andreja Korade         | Marjan Sedmak        | Matic Smrekar         |
| 7. kandidat   | Jure Pucko        | Monika Bračika | Branimir Štrukelj | Jelena Miljković       | Gregor Veličkov | Ljudmila Novak      | Ljubica Jelušič | Vlasta Krmelj   | /                          | /                       | Manca Uršič Rosas | Franc Branko Vivod   | Anton Dragan           | Marko Korenjak         | Britta Bilač         | Cvetka Ribarič Lasnik |
| 8. kandidat   | Sara Karb         | Miha Istenič   | Petra Rezar       | Folko Puconja          | Diana Ternav    | Franc Bogovič       | Patrick Vlačič  | Andrej Šircelj  | /                          | /                       | Lenart Zajc       | Andreja Galinec      | Marjana Kotnik Poropat | /                      | Peter Vilfan         | Pavel Gantar          |

## Rezultati
| Stranka | Stranka   | Stranka                                     | Rezultati  | Rezultati | Rezultati   | Rezultati | Rezultati |
| Stranka | Stranka   | Stranka                                     | Št. glasov | %         | Št. sedežev | +/-       |           |
| ------- | --------- | ------------------------------------------- | ---------- | --------- | ----------- | --------- | --------- |
|         | SDS       | Slovenska demokratska stranka               | 99.643     | 24,78     | 3 / 8       | 1         |           |
|         | NSi + SLS | Nova Slovenija in Slovenska ljudska stranka | 66.760     | 16,60     | 2 / 8       | 1         |           |
|         | V         | Verjamem                                    | 41.525     | 10,33     | 1 / 8       | na novo   |           |
|         | DeSUS     | Demokratična stranka upokojencev Slovenije  | 32.662     | 8,12      | 1 / 8       | 1         |           |
|         | SD        | Socialni demokrati                          | 32.484     | 8,08      | 1 / 8       | 1         |           |
|         |           |                                             |            |           |             |           |           |
|         | PS        | Pozitivna Slovenija                         | 26.649     | 6,63      | 0 / 8       | na novo   |           |
|         | ZL        | Združena Levica                             | 21.985     | 5,47      | 0 / 8       | na novo   |           |
|         | KK        | Kacin - Konkretno                           | 19.762     | 4,92      | 0 / 8       | na novo   |           |
|         | SNS       | Slovenska nacionalna stranka                | 16.210     | 4,03      | 0 / 8       | 0         |           |
|         | SS        | Sanjska služba                              | 14.228     | 3,54      | 0 / 8       | na novo   |           |
|         | PSS       | Piratska stranka Slovenije                  | 10.273     | 2,56      | 0 / 8       | na novo   |           |
|         | Zares     | Zares                                       | 3.808      | 0,95      | 0 / 8       | 1         |           |
|         | Zeleni    | Zeleni Slovenije                            | 3.335      | 0,83      | 0 / 8       | na novo   |           |
|         | SN        | Slovenski narod                             | 1.432      | 0,36      | 0 / 8       | na novo   |           |